# Huarochirí
Huarochirí es una localidad peruana ubicada en el departamento de Lima, ubicada en la provincia y el distrito homónimos, siendo a su vez capital de este último. Se encuentra a una altitud de 3144 m s. n. m. Tenía una población de 1 684 habitantes en 1993.
El pueblo de Huarochirí fue declarado monumento histórico del Perú el 3 de junio de 1986, mediante el R.J.N° 782-91- INC/J.

## Toponimia
Cerrón Palomino ha propuesto que el topónimo proviene de una palabra de origen aimara que sería *waĉu-či-ri con el significado de 'el que construye andenes' en referencia al dios Huari.

## Clima
| Parámetros climáticos promedio de Huarochirí | Parámetros climáticos promedio de Huarochirí | Parámetros climáticos promedio de Huarochirí | Parámetros climáticos promedio de Huarochirí | Parámetros climáticos promedio de Huarochirí | Parámetros climáticos promedio de Huarochirí | Parámetros climáticos promedio de Huarochirí | Parámetros climáticos promedio de Huarochirí | Parámetros climáticos promedio de Huarochirí | Parámetros climáticos promedio de Huarochirí | Parámetros climáticos promedio de Huarochirí | Parámetros climáticos promedio de Huarochirí | Parámetros climáticos promedio de Huarochirí | Parámetros climáticos promedio de Huarochirí |
| Mes                                          | Ene.                                         | Feb.                                         | Mar.                                         | Abr.                                         | May.                                         | Jun.                                         | Jul.                                         | Ago.                                         | Sep.                                         | Oct.                                         | Nov.                                         | Dic.                                         | Anual                                        |
| -------------------------------------------- | -------------------------------------------- | -------------------------------------------- | -------------------------------------------- | -------------------------------------------- | -------------------------------------------- | -------------------------------------------- | -------------------------------------------- | -------------------------------------------- | -------------------------------------------- | -------------------------------------------- | -------------------------------------------- | -------------------------------------------- | -------------------------------------------- |
| Temp. media (°C)                             | 10.9                                         | 11                                           | 10.7                                         | 10.3                                         | 9.1                                          | 8.1                                          | 7.7                                          | 8.3                                          | 9                                            | 9.8                                          | 10                                           | 10.2                                         | 9.6                                          |
| Temp. mín. media (°C)                        | 4.9                                          | 5.3                                          | 4.7                                          | 3.6                                          | 1.7                                          | 0                                            | -0.6                                         | 0.1                                          | 1.6                                          | 2.8                                          | 2.9                                          | 3.4                                          | 2.5                                          |
| Fuente: climate-data.org                     |                                              |                                              |                                              |                                              |                                              |                                              |                                              |                                              |                                              |                                              |                                              |                                              |                                              |

## Personajes ilustres
alcaldesa
- Carlos Paico Joaquin - Ingeniero
- Leonor Chumbimune alcaldesa
- Julio C. Tello - arqueólogo
- Milner Cajahuaringa - pintor
- Sixto Cajahuaringa Inga - pedagogo
- Guiulfo Alexis Aguirre Aguirre - arquitecto
- Francisco Igartua Rovira - periodista
- Mesías Huaringa Ricci - físico
- Elvis García Moran - pintor
- Luz Andrea Ramos Ortiz  - ingeniero
- Uriel Héctor García Reynoso - pedagogo